# 顓橋駅
座標: 北緯31度4分7秒 東経121度23分49秒 / 北緯31.06861度 東経121.39694度
顓橋駅（せんきょうえき）は中華人民共和国上海市閔行区に位置する上海地下鉄5号線の駅である。

## 駅構造
- 対面式ホーム2面2線を有する高架駅。

## 歴史
- 2003年11月25日 - 開業。

## 隣の駅
上海軌道交通
■5号線
銀都路駅 - 顓橋駅 - 北橋駅